# Rams (kortspel)
Rams är ett kortspel som går ut på att vinna så många som möjligt av de fem stick man spelar om, och framförallt att inte bli helt utan stick. Det spelas med en kortlek med 32 kort (2:or till och med 6:or saknas).
Den som är i tur att vara giv lägger 5 marker i potten och ger varje spelare fem kort var och dessutom fem kort till en extra hand. Därefter vänds ytterligare ett kort upp, som bestämmer trumffärg. Spelarna ska sedan i tur och ordning bestämma om de vill gå med i det fortsatta spelet eller lägga sig. De har också möjlighet att byta ut sina egna kort mot den extra handen; gör man det måste man gå med i spelet. En spelare som tror sig kunna vinna alla fem sticken kan bjuda rams, och i så fall får ingen spelare lägga sig.
De spelare som gått med erhåller 1 mark för varje vunnet stick, medan den som blir utan stick i stället får betala 5 marker till potten. Den som bjudit rams och lyckats med det ska förutom den vunna potten inkassera 5 marker från varje motspelare. Om budet misslyckats ska budgivaren fördubbla potten och dessutom betala 5 marker till var och en av de andra spelarna.
Spelet härstammar från Belgien och Alsace. Spelnamnet rams kan också användas om det besläktade kortspelet knektpass.